# Swimming the Nile
Swimming the Nile war eine deutsche Rockband. Das Trio wurde 1988 von Mathis Richter-Reichhelm (Gesang, Gitarre), Holger Boettcher (Schlagzeug) und Dany Rhodes (Bass) in Berlin gegründet und nannte sich anfangs „New Clear Days“. 1992 verließ Dany Rhodes die Band und wurde von A. Jay Hale am Bass ersetzt.
Bereits 1989 etablierte sich das Trio als Live-Band und war in den nächsten Jahren auf mehreren Tourneen und vielen Festivalauftritten in Deutschland und im europäischen Ausland zu sehen. Unter anderem war die Gruppe auch als Vorgruppe von Fury in the Slaughterhouse auf Tour. 1990 unterschrieb das Trio einen Plattenvertrag bei der WEA und veröffentlichte bis 1994 drei Alben, sechs Singles und zwei EPs. Produziert wurden erste Demoaufnahmen von Moses Schneider und die Albenproduktionen ab 1991 von Franz Plasa.
Nach der Produktion des dritten Albums Home und der anschließenden Tour löste sich die Band Anfang 1995 auf.

## Diskografie
- 1991: Swimming the Nile
- 1993: Into Temptation
- 1994: Home